# Ordre des Arts et des Lettres
L’ordre des Arts et des Lettres est une décoration honorifique française, gérée par le ministère de la Culture, qui récompense « les personnes qui se sont distinguées par leur création dans le domaine artistique ou littéraire ou par la contribution qu'elles ont apportée au rayonnement des arts et des lettres en France et dans le monde ».

## Histoire
Sur le site du ministère de la Culture, on peut lire que « l'ordre de Saint-Michel (1469-1830) peut être considéré comme le précurseur de l’ordre des Arts et des Lettres. Destiné à l’origine à l’aristocratie, il va tendre aux XVIIe et XVIIIe siècles à devenir un ordre de mérite civil où seront distingués de nombreux artistes, architectes, collectionneurs ou gens de lettres ».
Institué le 2 mai 1957, l'ordre des Arts et des Lettres est « respecté et envié des artistes, des écrivains, des créateurs », selon la formule d’André Malraux. Il est néanmoins parfois méprisé ou farouchement refusé (par Léo Ferré, parmi les cas les plus célèbres).
La toute première promotion de l'ordre des Arts et des Lettres est arrêtée le 24 septembre 1957 par Jacques Bordeneuve, secrétaire d'État aux Arts et Lettres et fondateur de l'ordre. Le secrétariat d'État aux Arts et Lettres est à cette époque sous la tutelle du ministère de l'Éducation nationale, de la Jeunesse et des Sports.
Dans cette promotion restreinte de cent trente noms, figurent des personnalités du monde des arts et de la culture nommées directement aux grades supérieurs d'officier ou de commandeur. Il est à noter en effet qu'aucun grade de chevalier ne fut décerné lors de cette première promotion du 24 septembre 1957. Parmi les récipiendaires célèbres, furent décorés notamment au grade de commandeur : Georges Auric, Georges Braque, Francis Carco, Marc Chagall, Georges Duhamel, Jacques Ibert, Le Corbusier, André Maurois, Henri Mondor, Marcel Pagnol. Au grade d'officier, furent par exemple nommés les deux époux Jean-Louis Barrault et Madeleine Renaud, Paul Belmondo, Pierre Bourgeois, Gisèle Casadesus, Gabriel Delaunay, Paul Guth, René Nicoly ou encore André Roussin.
Ce n'est qu'en 1959 que l'ordre des Arts et des Lettres quitte la tutelle de l'Éducation nationale, pour être rattaché au tout nouveau ministère de la Culture administré par André Malraux.
Le 5 mars 1969, un décret du président de la République supprime la direction générale des Arts et Lettres administrée par Pierre Moinot et porte création d'une direction de l'action culturelle.
Les candidatures sont aujourd'hui instruites par la section des distinctions honorifiques, puis sélectionnées par le conseil de l'ordre. Seul le ministre de la Culture donne son approbation à la nomination ou à la promotion d'un candidat.
Cet ordre est l’un des quatre ordres ministériels (avec l'ordre des Palmes académiques, l'ordre du Mérite agricole et l'ordre du Mérite maritime) à ne pas avoir été aboli lors de la réorganisation des décorations françaises décidée par le général de Gaulle en 1963, réorganisation qui supprima treize ordres ministériels pour instituer à leur place l'ordre national du Mérite.
Comme pour la plupart des récompenses créées et délivrées par un État, il est difficile de dégager une vision d'ensemble, voire une certaine cohérence, dans la liste des récipiendaires. Les effets de mode, la médiatisation ou non des artistes, jouent sans doute également, parallèlement à la qualité du travail récompensé.

## Grades
Cet ordre honorifique comprend trois grades conférés par arrêté du ministre de la Culture après avis du préfet et du conseil de l'ordre des Arts et Lettres, les promotions ayant lieu en janvier et en juillet de chaque année pour les citoyens français, en mars pour les étrangers. Par ordre croissant d'importance, les grades sont : chevalier, officier et commandeur.
| Chevalier | Officier | Commandeur |
| --------- | -------- | ---------- |
|           |          |            |
|           |          |            |

Le premier grade ne peut être décerné qu'à des personnes âgées de trente ans au moins et jouissant de leurs droits civiques. Les deux grades supérieurs, quant à eux, ne peuvent être attribués qu'à deux conditions : justifier d'un minimum de cinq ans d'ancienneté dans le grade inférieur – sauf à être déjà commandeur ou officier de la Légion d'honneur – et faire preuve de nouveaux mérites culturels. Cette règle ne s'applique pas aux décorés étrangers.

## Prise de rang dans l'ordre
La prise de rang (nomination ou promotion effective) dans l'ordre des Arts et des Lettres intervient dès la signature de l'arrêté par le ou la ministre de la Culture, contrairement aux deux ordres nationaux de la Légion d'honneur et du Mérite, pour lesquels celle-ci n'a lieu que le jour de la remise des insignes.

## Contingents
Le décret no 57-549 du 2 mai 1957, modifié par le décret no 2012-19 du 4 janvier 2012, art. 2, fixe le contingent annuel global d'insignes à :
- 450 chevaliers ;
- 140 officiers ;
- 50 commandeurs ;

Soit 640 insignes.
Les insignes décernés aux ressortissants étrangers le sont hors contingent. Ceux qui ne résident pas habituellement en France peuvent être admis directement sans condition d'âge et d'ancienneté à tous les grades de l'ordre ; ceux qui résident habituellement en France doivent remplir les mêmes conditions d'âge et d'ancienneté que les citoyens français. Les arrêtés les concernant sont pris après avis du ministre des affaires étrangères.
L'arrêté du ministre de la Culture officialisant les noms des nouveaux titulaires est publié au Bulletin officiel des décorations, médailles et récompenses.

## Conseil de l'ordre
Il est institué auprès du ministre chargé des arts et lettres, et sous sa présidence, un conseil de l'ordre dont les membres sont commandeurs de droit. Il est composé comme suit :
- huit membres de droit[9] : 
  - le président ou le directeur de cabinet du ministre, qui le supplée en cas d'empêchement ;
  - le secrétaire général ;
  - le directeur général des patrimoines ;
  - le directeur général de la création artistique ;
  - le directeur général des médias et des industries culturelles ;
  - le délégué général à la langue française et aux langues de France ;
  - le chef du service de l'inspection générale des affaires culturelles ;
  - le président du Centre national du cinéma et de l'image animée.
- huit membres nommés par le ministre chargé de la culture pour une durée de trois ans, renouvelable une fois :
  - un membre du conseil de l'ordre de la Légion d'honneur, sur la proposition du grand chancelier de la Légion d'honneur ;
  - sept personnalités désignées en raison de leurs compétences dans le domaine de la culture et de la communication.

## Insigne et ruban
L'insigne des Arts et des Lettres a été créé par Raymond Subes, célèbre ferronnier d'art, membre de l'Institut. L'insigne consiste en une croix double-face, à huit branches émaillée de vert et sertie d'une arabesque argentée ou dorée pour les officiers et commandeurs, ces derniers ayant un insigne plus grand. Le médaillon central présente : à l'avers un monogramme constitué des lettres A et L entrelacées (pour Arts et Lettres), entouré d'un listel portant l'inscription « République française » ; au revers, une effigie de la République, face à gauche, entouré d'un listel portant l'inscription « Ordre des Arts et des Lettres ». La décoration de cet ordre a la particularité d'être la seule décoration française dont l'effigie de la République est placée sur le revers de l'insigne : « la raison en est peut-être de montrer l'universalité des arts et des lettres dans le monde ? ».
Large de trente-sept millimètres, le ruban de l'ordre est composé de cinq bandes vert foncé (de 5,5 millimètres) séparées par quatre raies verticales blanches (de 2,4 mm). En plus du ruban, les officiers ont une rosette, les commandeurs portant une cravate en sautoir.

## Dans la culture

### Musique
- Jacques Bertin, dans la chanson « Adieu, amis de ma jeunesse » de l'album La Bande des cinq, mentionne l'ordre : « Ainsi moururent mes poètes / Ainsi vécurent mes amis / On connaît ça depuis des siècles / Et on s’en est toujours remis / Les Arts et Lettres, la joncaille / C’est pour les gagneurs pas les mous / Fausses révoltes, vraies canailles / Ils auront tous roulé sur nous »[11].

### Cinéma
- Dans le film Des mains en or (2023) d'Isabelle Mergault, le nouvel académicien de l'Académie française possède la cravate de commandeur des Arts et Lettres.